# Tour de Flandes 1991
El Tour de Flandes 1991 fou la 75a edició del Tour de Flandes. La cursa es disputà el 7 d'abril de 1991, amb inici a Sint-Niklaas i final a Meerbeke i un recorregut de 261 quilòmetres. El vencedor final fou el belga Edwig Van Hooydonck, que s'imposà en solitari a l'arribada a Meerbeke. El també belga Johan Museeuw i el danès Rolf Sørensen completaren el podi.
Era la segona cursa de la Copa del Món de ciclisme de 1991.

## Classificació final
|    | Ciclista                  | Equip                 | Temps      |
| -- | ------------------------- | --------------------- | ---------- |
| 1  | Edwig Van Hooydonck (BEL) | Buckler-Colnago-Decca | 7h 02' 00" |
| 2  | Johan Museeuw (BEL)       | Lotto                 | + 45"      |
| 3  | Rolf Sørensen (DEN)       | Ariostea              | + 45"      |
| 4  | Rolf Gölz (GER)           | Ariostea              | + 45"      |
| 5  | Frans Maassen (NED)       | Buckler-Colnago-Decca | + 1' 43"   |
| 6  | Marc Madiot (FRA)         | RMO                   | + 1' 48"   |
| 7  | Jesper Skibby (DEN)       | TVM-Sanyo             | + 1' 48"   |
| 8  | Franco Ballerini (ITA)    | Del Tongo             | + 1' 48"   |
| 9  | Laurent Jalabert (FRA)    | Toshiba               | + 1' 48"   |
| 10 | Marc Sergeant (BEL)       | Panasonic-Sportlife   | + 1' 48"   |